# Smilisca baudinii
A Smilisca baudinii a kétéltűek (Amphibia) osztályának békák (Anura) rendjébe és a levelibéka-félék (Hylidae) családjába tartozó faj. Elkülönült populációi miatt több kutató több alkalommal tévesen többféleképpen osztályozta.

## Előfordulása
A faj élőhelye az Amerikai Egyesült Államok déli részén fekvő Sonora-sivatagtól Mexikón át Costa Ricáig terjed. Texasban, ahol csupán néhány megyében van róla feljegyzés, veszélyeztetett fajnak számít, populációjának méretéről nincs adat.

## Megjelenése
A Smilisca baudinii alapszíne barnásszürke, szabálytalan sötétebb barna foltokkal tarkítva. Testének alsó felülete jellemzően világosabb szürke vagy fehér. Lábán jellegzetes sötét sávok láthatók. Éjjeli életmódot folytat.